# یوشانت
یوشانت (به فرانسوی: Ouessant) یک جزیره «کمون» در فرانسه است که در canton of Ouessant واقع شده‌است. یوشانت ۱۵٫۵۸ کیلومتر مربع مساحت دارد ۳۰ متر بالاتر از سطح دریا واقع شده‌است.